# Slovenská extraliga ledního hokeje 2008/2009
Sezóna 2008/2009 byla 16. sezónou Slovnaft extraligy. Vítězem se stal tým HC Košice.

## Hrací formát
Všech 13 týmů se nejprve v první fázi utkalo každý s každým čtyřikrát (dvakrát doma a dvakrát venku), přičemž s Národním týmem do 20 let se utkal každý z týmů dvakrát. Celkem tedy každý (kromě týmu U20) sehrál 46 kol. Nejlepších 6 týmů postoupilo do skupiny o 1. až 6. místo. V té se utkal každý s každým dvakrát (doma a venku), tj. 10 kol, přičemž se započítávaly výsledky i z první fáze. Týmy na 7. - 13. místě po první fázi utvořily skupinu, ve které hrály o zbylá dvě místa v play off a o to, kdo bude hrát play out. Tato skupina se hrála stylem každý s každým dvakrát (doma a venku), tj. 12 kol.
Všechny týmy ze skupiny o 1. až 6. místo a nejlepší dva týmy ze skupiny o 7. - 13. místo postoupily do play off, které se hrálo klasicky na čtyři vítězné zápasy.
Po skončení druhé fáze skončila sezóna pro Národní tým do 20 let. Zbylé 4 celky ze skupiny o 7. až 13. místo, které nepostoupily do play off, hrály play out, kde se utkal každý s každým dvakrát, přičemž se započítávaly i všechny výsledky z předešlých fází. Poslední ze skupiny play out se utkal v baráži s vítězem slovenské 1. ligy a předposlední tým ze skupiny play out s druhým týmem slovenské 1. ligy.

## Základní část

### První fáze
| Vysvětlivky                                 |
| ------------------------------------------- |
| Tým postupující do skupiny o 1. - 6. místo  |
| Tým postupující do skupiny o 7. - 13. místo |

| Poř. | Tým                      | Z  | V  | VP | PP | P  | VG  | OG  | B   |
| ---- | ------------------------ | -- | -- | -- | -- | -- | --- | --- | --- |
| 1.   | HC Košice                | 46 | 30 | 5  | 1  | 10 | 191 | 103 | 101 |
| 2.   | HC Slovan Bratislava     | 46 | 25 | 10 | 2  | 9  | 177 | 117 | 97  |
| 3.   | HKm Zvolen               | 46 | 25 | 2  | 5  | 14 | 153 | 125 | 84  |
| 4.   | MHk 32 Liptovský Mikuláš | 46 | 23 | 4  | 3  | 16 | 149 | 134 | 80  |
| 5.   | HK 36 Skalica            | 46 | 22 | 5  | 3  | 16 | 156 | 137 | 79  |
| 6.   | HK Dukla Trenčín         | 46 | 21 | 5  | 4  | 16 | 132 | 118 | 77  |
| 7.   | MHC Martin               | 46 | 20 | 3  | 8  | 15 | 155 | 141 | 74  |
| 8.   | HC 05 Banská Bystrica    | 46 | 20 | 5  | 3  | 18 | 150 | 138 | 73  |
| 9.   | HK Ardo Nitra            | 46 | 18 | 1  | 5  | 22 | 127 | 163 | 61  |
| 10.  | HK Aquacity ŠKP Poprad   | 46 | 14 | 4  | 2  | 26 | 105 | 132 | 52  |
| 11.  | MsHK Garmin Žilina       | 46 | 12 | 3  | 6  | 25 | 126 | 163 | 48  |
| 12.  | MHK Skipark Kežmarok     | 46 | 7  | 0  | 5  | 34 | 107 | 199 | 26  |
| 13.  | Národní tým do 20 let    | 24 | 3  | 1  | 1  | 19 | 46  | 104 | 12  |

### Druhá fáze

#### Skupina o 1. - 6. místo
| Vysvětlivky                             |
| --------------------------------------- |
| Tým postupující do čtvrtfinále play off |
| Účast v play out                        |
| Mimo soutěž                             |

| Poř. | Tým                      | Z  | V  | VP | PP | P  | VG  | OG  | B   |
| ---- | ------------------------ | -- | -- | -- | -- | -- | --- | --- | --- |
| 1.   | HC Košice                | 56 | 37 | 6  | 3  | 10 | 232 | 131 | 126 |
| 2.   | HC Slovan Bratislava     | 56 | 29 | 11 | 3  | 13 | 215 | 149 | 112 |
| 3.   | HK 36 Skalica            | 56 | 27 | 8  | 3  | 18 | 200 | 168 | 100 |
| 4.   | HKm Zvolen               | 56 | 29 | 2  | 5  | 20 | 182 | 152 | 96  |
| 5.   | MHk 32 Liptovský Mikuláš | 56 | 27 | 4  | 4  | 21 | 175 | 169 | 93  |
| 6.   | HK Dukla Trenčín         | 56 | 22 | 5  | 5  | 24 | 154 | 165 | 81  |

#### Skupina o 7. - 13. místo
| Poř. | Tým                    | Z  | V  | VP | PP | P  | VG  | OG  | B  |
| ---- | ---------------------- | -- | -- | -- | -- | -- | --- | --- | -- |
| 7.   | MHC Martin             | 58 | 27 | 4  | 9  | 18 | 204 | 170 | 98 |
| 8.   | HC 05 Banská Bystrica  | 58 | 28 | 5  | 4  | 21 | 197 | 169 | 98 |
| 9.   | MsHK Garmin Žilina     | 58 | 20 | 4  | 8  | 26 | 177 | 192 | 76 |
| 10.  | HK Aquacity ŠKP Poprad | 58 | 18 | 7  | 3  | 30 | 139 | 164 | 71 |
| 11.  | HK Ardo Nitra          | 58 | 19 | 2  | 7  | 30 | 151 | 207 | 68 |
| 12.  | MHK Skipark Kežmarok   | 58 | 12 | 2  | 5  | 39 | 145 | 238 | 45 |
| N    | Národní tým do 20 let  | 36 | 4  | 1  | 2  | 29 | 71  | 168 | 16 |

### Hráčské statistiky základní části

#### Kanadské bodování
| Poř. | Hráč             | Tým                  | Z  | G  | A  | B  | TM  | +/- |
| ---- | ---------------- | -------------------- | -- | -- | -- | -- | --- | --- |
| 1.   | Žigmund Pálffy   | HK 36 Skalica        | 53 | 52 | 47 | 99 | 46  | 75  |
| 2.   | Juraj Mikúš      | HK 36 Skalica        | 56 | 31 | 59 | 90 | 52  | 58  |
| 3.   | Rudolf Huna      | HC Košice            | 56 | 31 | 41 | 72 | 26  | 52  |
| 4.   | Richard Hartmann | HK 36 Skalica        | 44 | 25 | 37 | 62 | 55  | 43  |
| 5.   | Lukáš Říha       | MHC Martin           | 55 | 14 | 47 | 61 | 178 | 40  |
| 6.   | Lukas Hvila      | HKm Zvolen           | 55 | 28 | 30 | 58 | 97  | 19  |
| 7.   | Stanislav Gron   | HC Košice            | 52 | 25 | 32 | 57 | 16  | 36  |
| 8.   | Roman Kukumberg  | HC Slovan Bratislava | 56 | 18 | 39 | 57 | 78  | 19  |
| 9.   | Michal Macho     | MHC Martin           | 51 | 17 | 39 | 56 | 26  | 25  |
| 10.  | Peter Klouda     | MsHK Garmin Žilina   | 55 | 11 | 45 | 56 | 86  | 16  |

## Play off

### Pavouk
|  | Čtvrtfinále              | Čtvrtfinále          |               |   | Semifinále | Semifinále |  |  | Finále | Finále |
|  |                          |                      |               |   |            |            |  |  |        |        |
|  |                          |                      |               |   |            |            |  |  |        |        |
|  | HC Košice                | 4                    |               |   |            |            |  |  |        |        |
|  | HC Košice                | 4                    |               |   |            |            |  |  |        |        |
|  | HC 05 Banská Bystrica    | 1                    |               |   |            |            |  |  |        |        |
|  | HC 05 Banská Bystrica    | 1                    | HC Košice     | 4 |            |            |  |  |        |        |
|  |                          |                      | HC Košice     | 4 |            |            |  |  |        |        |
|  |                          | HKm Zvolen           | 3             |   |            |            |  |  |        |        |
|  | HKm Zvolen               | HKm Zvolen           | 3             | 4 |            |            |  |  |        |        |
|  | HKm Zvolen               |                      |               | 4 |            |            |  |  |        |        |
|  | MHk 32 Liptovský Mikuláš | 2                    |               |   |            |            |  |  |        |        |
|  | MHk 32 Liptovský Mikuláš | 2                    | HC Košice     | 4 |            |            |  |  |        |        |
|  |                          |                      | HC Košice     | 4 |            |            |  |  |        |        |
|  |                          | HK 36 Skalica        | 2             |   |            |            |  |  |        |        |
|  | HK 36 Skalica            | HK 36 Skalica        | 2             | 4 |            |            |  |  |        |        |
|  | HK 36 Skalica            |                      |               | 4 |            |            |  |  |        |        |
|  | HK Dukla Trenčín         | 0                    |               |   |            |            |  |  |        |        |
|  | HK Dukla Trenčín         | 0                    | HK 36 Skalica | 4 |            |            |  |  |        |        |
|  |                          |                      | HK 36 Skalica | 4 |            |            |  |  |        |        |
|  |                          | HC Slovan Bratislava | 3             |   |            |            |  |  |        |        |
|  | HC Slovan Bratislava     | HC Slovan Bratislava | 3             | 4 |            |            |  |  |        |        |
|  | HC Slovan Bratislava     |                      |               | 4 |            |            |  |  |        |        |
|  | MHC Martin               | 1                    |               |   |            |            |  |  |        |        |
|  | MHC Martin               | 1                    |               |   |            |            |  |  |        |        |

### Čtvrtfinále

#### Série HC Košice (1.) - HC 05 Banská Bystrica (8.)
- HC Košice - HC 05 Banská Bystrica 4:2 (1:0 , 2:1 , 1:1)
- HC Košice - HC 05 Banská Bystrica 5:3 (2:2 , 2:1 , 1:0)
- HC 05 Banská Bystrica - HC Košice 6:3 (3:1 , 3:2 , 0:0)
- HC 05 Banská Bystrica - HC Košice 1:2 SN (1:1 , 0:0 , 0:0, 0:0, 0:1 sn)
- HC Košice - HC 05 Banská Bystrica 4:0 (0:0 , 3:0 , 1:0)

Do semifinále postoupil tým HC Košice 4:1 na zápasy

#### HC Slovan Bratislava (2.) - MHC Martin (7.)
- HC Slovan Bratislava - MHC Martin 3:0 (1:0 , 1:0 , 1:0)
- HC Slovan Bratislava - MHC Martin 4:0 (2:0 , 1:0 , 1:0)
- MHC Martin - HC Slovan Bratislava 1:4 (0:2 , 0:1 , 1:1)
- MHC Martin - HC Slovan Bratislava 4:2 (1:0, 1:1, 2:1)
- HC Slovan Bratislava - MHC Martin 10:3 (1:1 , 6:1 , 3:1)

Do semifinále postoupil tým HC Slovan Bratislava 4:1 na zápasy

#### Série HK 36 Skalica (3.) - HK Dukla Trenčín (6.)
- HK 36 Skalica - HK Dukla Trenčín 2:0 (2:0 , 0:0 , 0:0)
- HK 36 Skalica - HK Dukla Trenčín 3:1 (1:0 , 2:0 , 0:1)
- HK Dukla Trenčín - HK 36 Skalica 1:3 (0:1 , 1:1 , 0:1)
- HK Dukla Trenčín - HK 36 Skalica 2:3 (0:1 , 1:1 , 1:1)

Do semifinále postoupil tým HK 36 Skalica 4:0 na zápasy

#### Série HKm Zvolen (4.) - MHk Liptovský Mikuláš (5.)
- HKm Zvolen - MHk 32 Liptovský Mikuláš 1:2 (0:1 , 1:0 , 0:1)
- HKm Zvolen - MHk 32 Liptovský Mikuláš 5:2 (0:1 , 2:0 , 3:1)
- MHk 32 Liptovský Mikuláš - HKm Zvolen 2:1 (0:1 , 0:0 , 2:0)
- MHk 32 Liptovský Mikuláš - HKm Zvolen 2:3 SN (2:0 , 0:2 , 0:0, 0:0, 0:1 sn)
- HKm Zvolen - MHk 32 Liptovský Mikuláš 6:1 (1:1 , 2:0 , 3:0)
- MHk 32 Liptovský Mikuláš - HKm Zvolen 0:2 (0:0 , 0:1 , 0:1)

Do semifinále postoupil tým HKm Zvolen 2:4 na zápasy

### Semifinále

#### Série HC Košice (1.) - HKm Zvolen (4.)
- 18. 3. - HC Košice - HKm Zvolen 2:1 PP (0:0, 1:0, 0:1 - 1:0)
- 19. 3. - HC Košice - HKm Zvolen 1 : 3 (0:0 , 1:1 , 0:2)
- 22. 3. - HKm Zvolen - HC Košice 4 : 1 (0:0 , 3:1 , 1:0)
- 23. 3. - HKm Zvolen - HC Košice 0 : 5 (0:2 , 0:2 , 0:1)
- 25. 3. - HC Košice - HKm Zvolen 3 : 1 (2:1 , 1:0 , 0:0)
- 27. 3. - HKm Zvolen - HC Košice 4 : 3 (1:0 , 3:2 , 0:1)
- 29. 3. - HC Košice - HKm Zvolen 8 : 2 (5:0 , 1:2 , 2:0)

Do finále postoupil tým HC Košice 4:3 na zápasy

#### Série HC Slovan Bratislava (2.) - HK 36 Skalica (3.)
- 16. 3. - HC Slovan Bratislava - HK 36 Skalica 6 : 8 (3:3 , 2:3 , 1:2)
- 17. 3. - HC Slovan Bratislava - HK 36 Skalica 4 : 1 (3:1 , 1:0 , 0:0)
- 20. 3. - HK 36 Skalica - HC Slovan Bratislava 6 : 3 (1:1 , 3:2 , 2:0)
- 21. 3. - HK 36 Skalica - HC Slovan Bratislava 3 : 6 (2:1 , 1:2 , 0:3)
- 24. 3. - HC Slovan Bratislava - HK 36 Skalica 4 : 2 (0:0 , 2:1 , 2:1)
- 26. 3. - HK 36 Skalica - HC Slovan Bratislava 3 : 1 (1:1 , 2:0 , 0:0)
- 28. 3. - HC Slovan Bratislava - HK 36 Skalica 2 : 3 PP (0:0 , 0:0 , 2:2, 0:1)

Do finále postoupil tým HK 36 Skalica 4:3 na zápasy

### Finále

#### Série HC Košice (1.) - HK 36 Skalica (3.)
| Utkání    | Finalista     |      | Finalista     | Výsledek                                   | Branky |
| --------- | ------------- | ---- | ------------- | ------------------------------------------ | --- |
| 1. utkání | HC Košice     | ---- | HK 36 Skalica | 4 : 2 (1:0 , 1:0 , 2:2)                    | 12. Jan Kopecký, 31. Marcel Šterbák, 44. Juraj Faith (z TS), 59. Jan Kopecký 42. Miroslav Zálešák, 51. Gründling                                                                          |
| 2. utkání | HC Košice     | ---- | HK 36 Skalica | 3 : 1 (1:0 , 1:1 , 1:0)                    | 11. Michal Grman, 26. Ján Tabaček, 56. Jan Kopecký 35. Dušan Pašek |
| 3. utkání | HK 36 Skalica | ---- | HC Košice     | 2 : 5 (0:1, 1:2, 1:2)                      | 21. Richard Hartman, 58. Dušan Pašek 3. Michel Miklik, 33. Rudolf Huna, 39. Stanislav Gron, 44. Rudolf Huna, 49. Jan Kopecký                                                              |
| 4. utkání | HK 36 Skalica | ---- | HC Košice     | 8 : 2 (3:1, 1:1, 4:0)                      | 13. Tibor Višňovský, 18. Dušan Pašek, 20. Dušan Pašek, 21. Žigmund Pálffy, 45. Michal Šátek, 51. Richard Hartman, 57. Miroslav Ďurák, 60. Filip Novák 7. Jaroslav Kmiť, 33. Michel Miklik |
| 5. utkání | HC Košice     | ---- | HK 36 Skalica | 3 : 4 (1:1 , 1:1 , 1:1, 0:0, 0:1 SN)       | 18. Peter Húževka, 32. Juraj Faith, 49. Ján Tabaček 1. Žigmund Pálffy, 26. Žigmund Pálffy, 44. Tibor Višňovský, rozhodující nájazd proměnil Žigmund Pálffy                                |
| 6. utkání | HK 36 Skalica | ---- | HC Košice     | 2 : 3 na SN (1:2 , 1:0 , 0:0, 0:0, 0:1 sn) | 16. Dušan Pašek, 36. Kocák 2. Peter Húževka, 20. Rudolf Huna, rozhodující sam. nájezd Juraj Faith                                                                                         |

Mistrem Slovenska se stal HC Košice po vítězství 4 : 2 na zápasy nad HK 36 Skalica

## All-Star-Team
| Pozice  | Jméno          | Tým           |
| ------- | -------------- | ------------- |
| Brankář | Július Hudáček | HC Košice     |
| Obránce | Jan Hranáč     | HK 36 Skalica |
| Obránce | Ján Tabaček    | HC Košice     |
| Útočník | Juraj Mikúš    | HK 36 Skalica |
| Útočník | Rudolf Huna    | HC Košice     |
| Útočník | Žigmund Pálffy | HK 36 Skalica |

## Play out
| Poř. | Tým                    | Z  | V  | VP | PP | P  | VG  | OG  | B  |
| ---- | ---------------------- | -- | -- | -- | -- | -- | --- | --- | -- |
| 1.   | MsHK Garmin Žilina     | 64 | 22 | 7  | 8  | 27 | 194 | 202 | 88 |
| 2.   | HK Ardo Nitra          | 64 | 22 | 3  | 8  | 31 | 168 | 219 | 80 |
| 3.   | HK Aquacity ŠKP Poprad | 64 | 20 | 7  | 5  | 32 | 152 | 182 | 79 |
| 4.   | MHK Skipark Kežmarok   | 64 | 13 | 2  | 6  | 43 | 160 | 260 | 49 |

## Baráže o extraligu
- HK Aquacity ŠKP Poprad - ŠHK 37 Piešťany (poražený finalista 1. ligy) 4:0 na zápasy
- MHK Skipark Kežmarok - HK Spišská Nová Ves (vítěz 1. ligy) 1:4 na zápasy